# Урусов, Пётр Александрович
Князь Пётр Александрович Урусов или Пётр Урусов-младший (30 мая (11 июня) 1810—29 июня (11 июля) 1890) — действительный статский советник, камергер из рода Урусовых. Адъютант А. Х. Бенкендорфа. Сослуживец М. Ю. Лермонтова по Кавказской армии. Герой Кавказской войны

## Биография
Родился в Москве 30 мая (11 июня) 1810 года в княжеской семье татарского корня. Ровно за 200 лет до рождения Петра Александровича — в 1610 году — его двойной тёзка, князь Пётр Урусов-старший (Пётр Арсланович) обезглавил Лжедмитрия II, повлияв тем самым на дальнейший ход Русской истории.
Пётр — шестой сын князя Александра Михайловича Урусова и его жены Екатерины Павловны, сестры знаменитого дипломата Д. П. Татищева. Крещен 16 июня 1810 года в церкви святого Мученика Ианнуария в Запасном дворце при восприемстве С. М. Власова и А. П. Татищевой. Братья Михаил и Павел, сёстры Мария и Софья.
С 6 июля 1829 года был определён на службу в Нежинский конно-егерский полк унтер-офицером; 25 декабря того же года за отличие в войне против турок был произведён в прапорщики. С 11 марта 1830 года продолжил службу в Гренадерском императора Австрийского полку, а 18 декабря того же года был переведён в лейб-гвардии Измайловский полк, в составе которого принимал участие в подавлении Польского восстания; 2 января 1831 года был назначен батальонным адъютантом.
В 1833 году, с 30 января исполнял должность адъютанта при командире 2-й Гвардейской пехотной бригады, а 19 февраля того же года был назначен офицером по особым поручениям к виленскому военному губернатору; с 27 ноября 1835 года — исполняющий должность адъютанта при том же губернаторе. По утверждению князя А. В. Трубецкого, Урусов, в числе других «шалунов из молодёжи», рассылал в 1836 году письма мужьям-рогоносцам.
С 24 января 1837 года — исполняющий должность адъютанта при шефе жандармов А. Х. Бенкендорфе, 26 августа того же года утверждён в этой должности. В мае 1838 года для осмотра жандармских команд Урусов был командирован в Новгородскую, Тверскую, Тульскую, Рязанскую, Черниговскую и Киевскую губернии.
С 25 ноября 1839 года продолжил службу в лейб-гвардии Драгунском полку с оставлением в прежней должности. В марте 1840 года Урусов был командирован для осмотра команд 6-го округа корпуса жандармов. В том же году был переведён на Кавказ и прикомандирован к Экспедиционному отряду генерала А. В. Галафеева. В этом отряде он подружился с М. Ю. Лермонтовым. В альбоме Урусова (ныне хранящемся в ГЛМ) имеются два рисунка Лермонтова:
- Карандашный набросок к акварели «Этюд сражения при Валерике» (позднее исполненной Лермонтовым в соавторстве с князем Гагариным);
- Набросок пером, изображающий лошадей, скачущего всадника и мужскую голову, с подписью неизвестной рукой: «9 ноября. Лермонтов в Ставрополе» (поскольку в действительности, Лермонтов в это время находился в экспедиции в Большую Чечню).

В альбоме Урусова имеется также рисунок, изображающий группу лиц, с подписью: «Ламберт, Долгорукий, Лермонтов, Урусов, Евреинов на привале в Темир-Хан-Шуре в 1840 году». Есть в альбоме ещё несколько изображений Урусова. На одном из рисунков он с лёгкостью берёт барьер: лошадь запечатлена в момент прыжка, Урусов гордо смотрит вверх, у него вздернутый нос, бакенбарды, фуражка с козырьком. Рисунок называется «Всеобщее удовлетворение».
4 октября 1840 года генерал Галафеев, в рапорте на имя Е. А. Головина, отметил «храбрость и самоотвержение» некоторых участников Валерикского сражения, в том числе Лермонтова и Урусова. За отличие в делах против горцев Пётр Урусов-младший получил Золотую саблю, с надписью «За храбрость»; 23 апреля 1850 года был произведён в полковники, с назначением состоять по особым поручениям при директоре департамента внешней торговли.
Был уволен с военной службы, с правом ношения мундира 28 января 1852 года, а 15 июня 1853 года определился на службу при министерстве внутренних дел; 20 сентября 1854 года был назначен чиновником особых поручений 5-го класса при министерстве внутренних дел, с переименованием в коллежские советники. Статский советник с 1854 года. С 30 сентября] 1854 года года — член комитета для составления Общего плана хода почты по империи.
С 4 мая 1855 года — член комитета о земских повинностях; 28 сентября 1857 года получил чин действительного статского советника, а 12 июля 1859 года был переведён в военное министерство чиновником особых поручений 4-го класса; 8 сентября того же года получил звание камергера.
21 сентября 1863 года, будучи причисленным к Министерству государственных имуществ, «в воздаяние отличной и ревностной службы» был пожалован Орденом Святого Владимира 3-й степени.
21 июня 1863 назначен в Виленскую комиссию по политическим делам, с 8 декабря 1869 член Временной комиссии по крестьянским делам в Западных губерниях. Был председателем Сувалкской комиссии по крестьянским делам, и чиновником особых поручений 5-го класса при Виленском, Ковенском и Гродненском генерал-губернаторе. В 1880 году вышел в отставку.
Скончался 29 июня (11 июля) 1890 года, в возрасте 80 лет. Похоронен на Тихвинском кладбище Александро-Невской лавры.

## Награды
- Орден Святой Анны 4-й ст. с надписью «За храбрость» (1831)
- Золотая сабля с надписью «За храбрость» (1841)
- Орден Святого Станислава 2-й ст. (1845)
- Орден Святой Анны 2-й ст. (1849)
- Орден Святого Владимира 3-й ст. (1863)
- 781 десятина земли в Гродненской губернии (25.11.1868)
- Орден Святого Станислава 1-й ст. (1870)
- Орден Святой Анны 1-й ст. (1872)

Медали и знаки:
- Медаль «За турецкую войну» (1829)
- Знак отличия за военное достоинство 4-й ст. (1831)
- Медаль «За взятие приступом Варшавы» (1832)
- Знак отличия за XX лет службы (1852)
- Бронзовая медаль «В память войны 1853—1856»
- Золотая медаль «За труды по устройству крестьян в Царстве Польском»
- Знак отличия «24 ноября 1866 г.» за поземельное устройство крестьян

## Семья

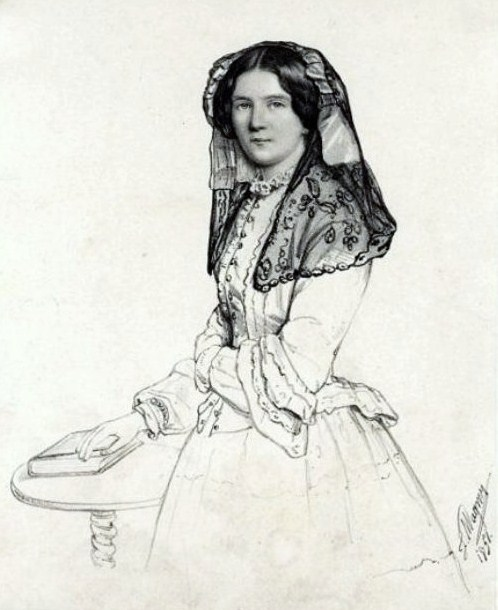
Екатерина Николаевна (1851)

Жена (c 30 января 1846 года) — Екатерина Николаевна Сипягина (1827—1894), фрейлина двора (1843), дочь боевого генерала Н. М. Сипягина, одна из наследниц мясниковских миллионов. Ей принадлежали дома в Петербурге на Литейной улице, на Итальянской и наб. Фонтанки. В браке родились дети:
- Елизавета (15.11.1846[9]—1915), крещена 15 декабря 1846 года в Владимирском соборе при восприемстве Д. Г. Бибикова и княгини С. А. Радзивилл; в первом браке была за полковником А. П. Платоновым, во втором — жена князя Михаила Александровича Голицына (сын калишского губернатора А. С. Голицына); переводчица и писательница, иногда использовала псевдоним «Пантесилея».
- Ольга (1847—1852)
- Мария (1849— ), переводчица и писательница (псевдоним «Базилея»).
- Александр (1850—1914), депутат 2-й, 3-й и 4-й Государственных дум; женат на Вере Александровне Овер
- Софья (13.04.1853—1928, Берлин), в первом браке — Верманн, во 2-м браке — за А. В. Бельгардом; писательница и переводчица (псевдоним «Мемина»).
- Екатерина (19.07.1855—1910)
- Владимир (1857—1907); херсонский вице-губернатор.
- Сергей (1859—1918), шталмейстер, конезаводчик, писатель-зоолог, жертва красного террора.
- Дмитрий (1860—1863)
- Николай (1863—1918), шталмейстер, сенатор, жертва красного террора.
- Павел (1867—1870), родился и умер в Вильне.